# Agathis microstachya

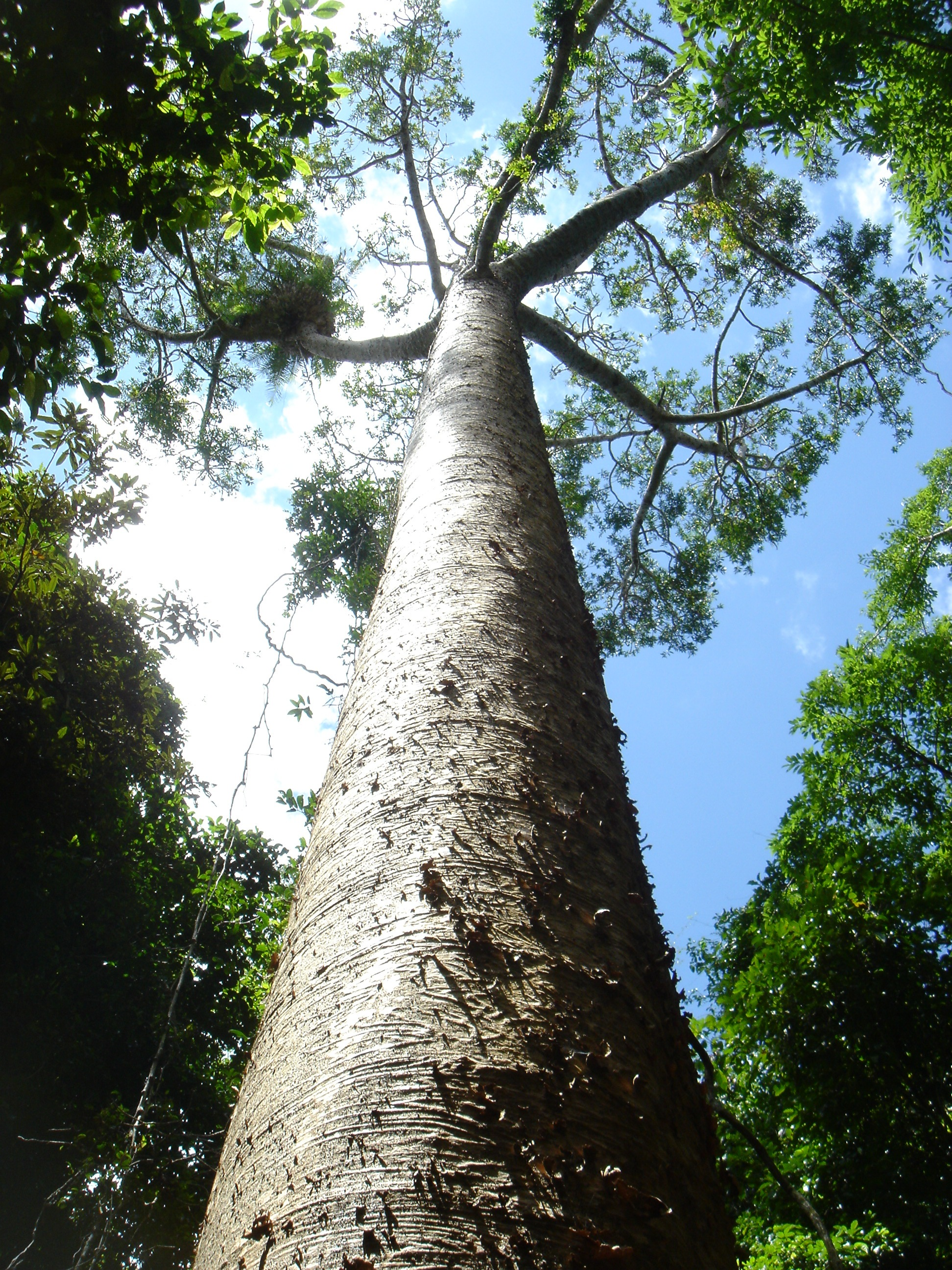
дерево Agathis microstachya

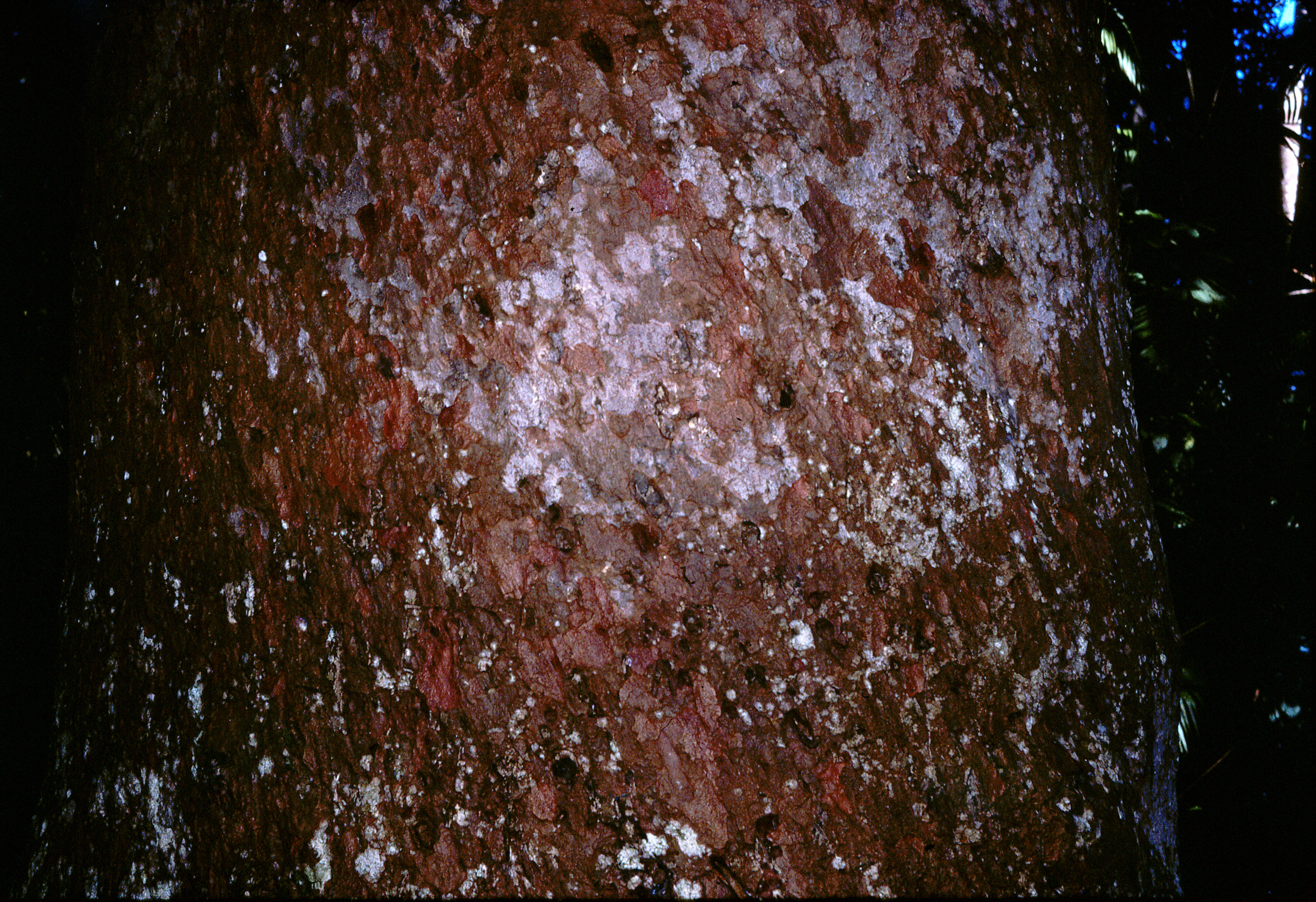
кора Agathis microstachya

Агатис квинслендский  является разновидностью хвойных деревьев семейства араукариевых, эндемичных для Австралии . Он был описан в 1918 году Джоном Фредериком Бейли и Сирилом Тенисоном Уайтом . Ему угрожает потеря среды обитания .

## Описание
A. microstachya вырастает примерно до 50 м (160 футов) в высоту и 2,7 м (8 футов 10 дюймов) в диаметре. Ствол без подпорок, прямой и с небольшой конусностью . Отличительные признаки — грубая, шелушащаяся кора, некрупные шишки с 160—210 чешуями, листья с многочисленными продольными параллельными жилками.

## Распространение
Он имеет очень ограниченное распространение, почти ограниченное плоскогорьем Атертон на крайнем севере Квинсленда, с диапазоном высот 400—900 м (1300-3000 футов) над уровнем моря .

## Древесина
Древесина имеет ровную текстуру, легко обрабатывается и хорошо полируется . Цвет сердцевины от кремового до бледно-коричневого. Он мягкий и легкий, его плотность составляет около 480 кг/м 3 (30 фунтов/куб. футов). Он не прочен в контакте с землей, но может использоваться для каркаса домов и полов.